# Liga Națională de handbal feminin 2019-2020, promovare și retrogradare
Acest articol descrie fazele de promovare și retrogradare la finalul Ligii Naționale de handbal feminin 2019-2020.

## Format
Ediția din 2019-2020 a Ligii Naționale și a Diviziei A a fost grav afectată de pandemia de coronaviroză cauzată de noul coronavirus 2019-nCoV (SARS-CoV-2). Pe 18 mai 2020, Consiliul de Administrație al FRH, întrunit sub formă de videoconferință, a analizat modalitatea de închidere a sezonului 2019-2020. Cu 11 voturi „pentru” și 5 voturi „împotrivă” s-a decis ca în Liga Națională feminină să nu se mai dispute restul de meciuri rămase și să se încheie campionatul fără acordare de titlu și medalii.  Cu 12 voturi „pentru” și 4 voturi „împotrivă” s-a aprobat închiderea clasamentelor în seriile Diviziei A conform situației existente la data întreruperii competiției, aplicându-se criteriile de departajare finală. De asemenea, s-a votat în unanimitate ca nici o echipă să nu retrogradeze în Divizia A.
În privința promovării, cu 14 voturi „pentru” și 2 voturi „împotrivă” s-a aprobat ca promovarea să se facă în urma disputării unui turneu final, la care să participe 8 echipe cel mai bine clasate în seriile Diviziei A. S-a decis ca turneul să dureze cinci zile și să fie organizat după minim 30 de zile de la reluarea antrenamentelor în sală. Regulamentul de desfășurare a turneului de promovare, votat pe 9 iunie și publicat pe 10 iunie 2020, precizează că „echipele clasate pe locurile 1, 2 și 3 din ziua a 5-a vor promova în Liga Națională”. Un alt aliniat din regulament menționează că „echipele clasate pe locurile următoare au dreptul să se înscrie în Liga Națională, în cazul în care echipele care au drept de participare în Liga Națională nu se înscriu (în ordinea clasamentului)”.
În cadrul turneului de promovare ar fi urmat să se alcătuiască două grupe de către patru echipe, în care acestea urmau să joace meciuri fiecare cu fiecare. Echipele care ar fi terminat grupele pe primele două locuri urmau să joace semifinale, câștigătoarele semifinalelor s-ar fi înfruntat în finală, iar învinsele în finala mică.
În perioada următoare doar cinci echipe și-au exprimat interesul de a participa la turneul de promovare: ACS Chișineu-Criș, CSM Galați, CS Dacia Mioveni 2012, HCF Piatra Neamț și CS Activ Ploiești, iar pe 24 august 2020, Consiliului de Administrație al FRH a hotărât în unanimitate ca „turneul de promovare-feminin să se joace în sistemul „fiecare cu fiecare” dacă sunt 5 echipe participante, respectiv nedisputarea turneului, cu tragere la sorți pentru locul de promovare ocupat, dacă rămân 4 echipe care confirmă participarea la turneu”. S-a mai decis ca turneul de promovare, în eventualitatea că va fi organizat, să se desfășoare între 7 și 11 septembrie, la Sfântu Gheorghe, unde fusese de curând înființat un Centru Național de Excelență.
Pe 26 august însă, presa sportivă a anunțat că HCF Piatra Neamț nu va mai participa la turneul de promovare, astfel că în cursă au rămas doar patru echipe care concurează pentru patru locuri de promovare, făcând inutilă organizarea unui turneu.

## Echipele

### Echipele care doresc să promoveze în Liga Națională
- ACS Chișineu-Criș
- CSM Galați
- CS Dacia Mioveni 2012
- CS Activ Ploiești